# Georg Peters (Mediziner)

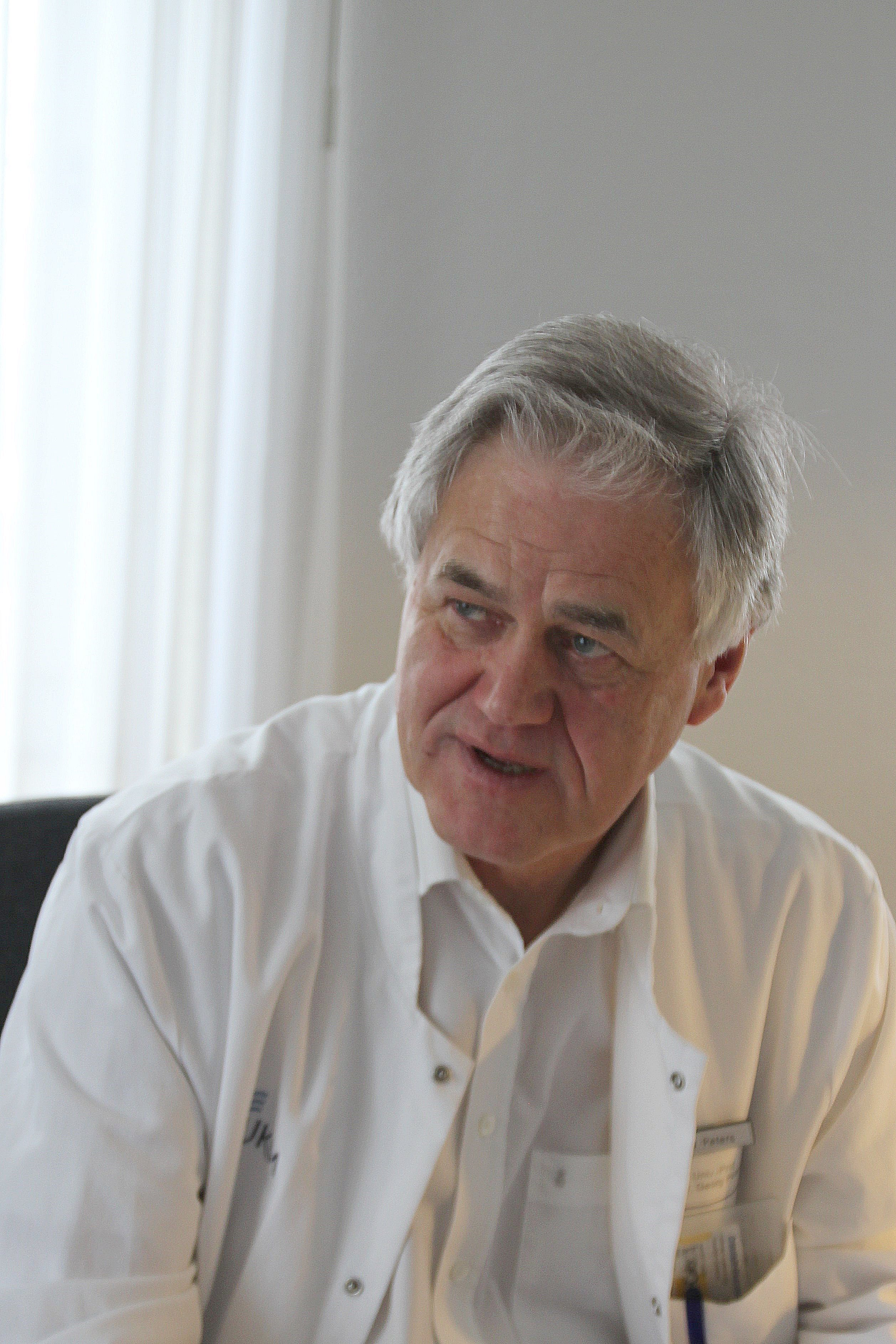
Georg Peters, 2014

Georg Peters (* 11. März 1951 in Asperden; †  8. August 2018 im Karwendelgebirge) war ein Mediziner, Mikrobiologe und Universitätsprofessor. Von 1992 bis zu seinem tödlichen Bergunfall hat er das Institut für Medizinische Mikrobiologie der Universität Münster geleitet. Er war ein international anerkannter Experte auf dem Gebiet der Staphylokokken und der dadurch verursachten Infektionserkrankungen, denen er sich seit Beginn seiner wissenschaftlichen Karriere gewidmet hatte.

## Beruflicher Werdegang
Georg Peters kam aus einfachen, bäuerlichen Verhältnissen. Er studierte Humanmedizin an der Universität zu Köln, wo er 1975 das Staatsexamen ablegte und 1976 zum Dr. med. promoviert wurde. Nach beruflichen Stationen am Kinderkrankenhaus Norderney und an der Klinik für Innere Medizin II am Universitätsklinikum Köln war er mehrere Jahre am Institut für Medizinische Mikrobiologie und Hygiene der Universität Köln tätig, zunächst als Wissenschaftlicher Assistent, später als Oberarzt.
1982 erwarb er in Köln die Anerkennung als Facharzt für Mikrobiologie und Infektionsepidemiologie und ging für ein Jahr als DFG-Stipendiat an die University of Minnesota in Minneapolis. 1985 habilitierte er sich und erhielt 1986 eine C2-Professor an der Universität Köln.
 1992 wurde er als Ordinarius an die Universität Münster berufen und leitete seitdem das dortige Institut für Medizinische Mikrobiologie.
Der Schwerpunkt seiner wissenschaftlichen Forschung waren die Staphylokokken und die durch sie ausgelösten Erkrankungen. Als bahnbrechend gelten seine Erkenntnisse zur Pathogenese von Fremdkörper-assoziierten Infektionen durch koagulasenegative Staphylokokken und ihrer Fähigkeit zur Biofilmbildung. Seine erste Publikation zu diesem Thema stammt aus dem Jahr 1982.
Er setzte sich konsequent für die Diagnostik, Prophylaxe und Therapie von Infektionen durch multiresistente Erreger, wie insbesondere den Methicillin-resistenten Staphylococcus aureus-Stämmen, die sog. MRSA, ein. Sein Renommee auf diesem Gebiet zeigte sich u. a. in seiner Wahl zum Vizepräsidenten (1991) und Präsidenten (1993) der „Gordon Research Conference on Staphylococcal Diseases“.
Peters war seit 2012 als Principal Investigator Mitglied des Exzellenzclusters Cells in Motion (CiM) an der Universität Münster.
Er konnte den akademischen Nachwuchs für die Erforschung von Krankheitserregern begeistern und wurde mehrfach mit dem Lehrpreis der Studierenden der Medizinischen Fakultät der Universität Münster ausgezeichnet.
Peters kämpfte engagiert für den Ausbau der Medizinischen Mikrobiologie und der Infektionsmedizin in Deutschland.
Zum Gedenken an Peters hat die Paul-Ehrlich-Gesellschaft für Chemotherapie bei ihrem alljährlichen Bad-Honnef-Symposium über Infektionskrankheiten eine „Georg-Peters-Lecture“ eingerichtet. Die Deutsche Gesellschaft für Hygiene und Mikrobiologie (DGHM) hat auf ihrer 71. Jahrestagung in Göttingen eine „Georg Peters Memorial Lecture“ und die European Society of Clinical Microbiology and Infectious Diseases (ESCMID) hat auf dem 29. European Congress of Clinical Microbiology & Infectious Diseases (ECCMID) in Amsterdam eine „Georg Peters Memorial Session“ zu koagulasenegativen Staphylokokken abgehalten.

## Aktivität in Gremien/Fachgesellschaften
- Deutsche Gesellschaft für Hygiene und Mikrobiologie, Präsident von 1998 bis 2000
- Paul-Ehrlich-Gesellschaft für Chemotherapie, Präsident von 2002 bis 2004
- Berufsverband der Ärzte für Mikrobiologie, Virologie und Infektionsepidemiologie
- Robert Koch-Institut, seit 2003 im Wissenschaftlichen Beirat, ab 2009 dessen Vorsitzender[8]
- Gemeinsamer Wissenschaftlicher Beirat des Bundesministeriums für Gesundheit, stellv. Vorsitzender[8]
- Gordon Research Conference on Staphylococcal Diseases, zum Vizepräsidenten und Präsidenten gewählt
- Mitglied der Arbeitsgruppe zu MRSA der International Society of Antimicrobial Chemotherapy (ISAC)[12]
- DFG-Sonderforschungsbereiche „Mechanisms of inflammation“ und „Breaking barriers“, Sprecher[8]
- DFG-Fachkollegium „Mikrobiologie, Virologie, Immunologie“[8]
- Kommission für Krankenhaushygiene und Infektionsprävention (KRINKO)
- Sachverständiger im Wissenschaftsrat
- Preisrichter-Kollegium des Galenus-von-Pergamon-Preises
- Senat der Deutschen Forschungsgemeinschaft[13]
- Kuratorium der Sepsis-Stiftung
- Förderprogramm „Innovative Medizinische Forschung“ (IMF) Münster, Vorsitzender von 1996 bis 2002[3]
- Interdisziplinäres Zentrum für Klinische Forschung (IZKF) Münster, Sprecher von 2006 bis 2012[3]
- Senat der Universität Münster, von 2014 bis 2018 dessen Vorsitzender[14]
- Vorstand der Dr. Mildred Scheel Stiftung für Krebsforschung, seit 2015
- Verbund biowissenschaftlicher und biomedizinischer Gesellschaften, Vizepräsident[15] (heute: Verband Biologie, Biowissenschaften und Biomedizin in Deutschland)
- Beirat des Deutschen Ärzteblatts[8]

## Veröffentlichungen (Auswahl)
- Georg Peters, R. Locci, G. Pulverer: Adherence and growth of coagulase-negative staphylococci on surfaces of intravenous catheters. In: J Inf Dis. 146, 1982, S. 479–482. doi:10.1093/infdis/146.4.479
- E. D. Gray, Georg Peters, M. Verstegen, W. E. Regelmann: Effect of extracellular slime substance from Staphylococcus epidermidis on the human cellular immune response. In: Lancet. 1(8373), 1984, S. 365–367. doi:10.1016/S0140-6736(84)90413-6.
- Georg Peters, C. von Eiff, M. Herrmann: The changing pattern of coagulase-negative staphylococci as infectious pathogens. In: Current Opinion in Infectious Diseases. 8 (Suppl 1), 1995, S. S12–S19. doi:10.1097/00001432-199503001-00004.
- C. Breitkopf, D. Hammel, H. H. Scheld, Georg Peters, K. Becker: Impact of a molecular approach to improve the microbiological diagnosis of infective heart valve endocarditis. In: Circulation. 111(11), 2005, S. 1415–1421. doi:10.1161/01.CIR.0000158481.07569.8D
- R. A. Proctor, C. von Eiff, B. C. Kahl, K. Becker, P. McNamara, M. Herrmann, Georg Peters: Small colony variants: a pathogenic form of bacteria that facilitates persistent and recurrent infections. In: Nat Rev Microbiol. 4(4), 2006, S. 295–305. doi:10.1038/nrmicro1384
- K. Becker, C. Heilmann, Georg Peters: Coagulase-negative staphylococci. In: Clin Microbiol Rev. 27(4), 2014, S. 870–926. doi:10.1128/CMR.00109-13.
- R. A. Proctor, A. Kriegeskorte, B. C. Kahl, K. Becker, B. Löffler, Georg Peters: Staphylococcus aureus small colony variants (SCVs): A road map for the metabolic pathways involved in persistent infections. In: Front Cell Infect Microbiol. 4, 2014, S. 99. doi:10.3389/fcimb.2014.00099

Peters wird in der Medline-Datenbank PubMed für den Zeitraum von 1987 bis 2019 als Autor oder Koautor von mehr als 240 Fachpublikationen gelistet.